# Televisión Pública Noticias
Televisión Pública Noticias fue un noticiero argentino emitido por la cadena estatal Televisión Pública, con varias ediciones dentro de su grilla. El programa es el sucesor del informativo Visión 7. 
También cuenta con columnistas especializados en economía, política, deportes y espectáculos, entre otros.
Además de las ediciones regulares, cuenta con un programa que trata noticias del ámbito internacional, Televisión Pública noticias Internacional.
El noticiero se estrenó el 18 de abril de 2016 y finalizó el 7 de agosto de 2017 en la edición del mediodía, al ser reemplazado por TPA Noticias. 
En 2016, la meteoróloga del programa fue la ítalo-ucraniana naturalizada argentina Nadia Zyncenko.

## Coconductores invitados (2016-2017)
Los periodistas que vienen del interior del país:
| Periodista                                             | Período                                 |
| ------------------------------------------------------ | --------------------------------------- |
| Gerardo López Teleocho (Córdoba)                       | 18-29 de abril de 2016.                 |
| Gustavo Rezzoaglio Canal 5 (Rosario)                   | 2-13 de mayo de 2016.                   |
| Mariana Gérez Canal 10 (Mar del Plata)                 | 16-27 de mayo de 2016.                  |
| Gilda Pernigotti Canal 12 (Posadas)                    | 30 de mayo-10 de junio de 2016.         |
| Carolina Servetto Canal 10 (Tucumán)                   | 13-24 de junio de 2016.                 |
| Nicolás Capellino Canal 8 (San Juan)                   | 27 de junio-8 de julio de 2016.         |
| Inés Auza de Bairos Moura Canal 4 Cableexpress (Salta) | 11-22 de julio de 2016.                 |
| Verónica Giacoppo Canal 2 (Perico)                     | 25 de julio-5 de agosto de 2016.        |
| Carla Pérez Canal 10 (General Roca)                    | 22 de agosto-2 de septiembre de 2016.   |
| Evangelina Ramallo Canal 9 Litoral                     | 5-16 de septiembre de 2016.             |
| Nicolás Tamborindegui Canal 7 (Neuquén)                | 19-30 de septiembre de 2016.            |
| Amalia Díaz Guiñazú El Siete (Mendoza)                 | 3-14 de octubre de 2016.                |
| María del Carmen Luengo Canal 13 (Santa Fe)            | 17-28 de octubre de 2016.               |
| Alberto Zacarías 13 Max Televisión (Corrientes)        | 31 de octubre-11 de noviembre de 2016.  |
| Ramiro Outeda Canal 3 (Trelew)                         | 14-25 de noviembre de 2016.             |
| Graciela Palacios Canal 12 (Trenque Lauquen)           | 28 de noviembre-9 de diciembre de 2016. |
| Lucía Bulacios Catamarca Radio y Televisión            | 12-23 de diciembre de 2016.             |
| Susana Rueda Canal 5 (Rosario)                         | 10-21 de julio de 2017.                 |
| Catalina Aragona Acequia TV (Mendoza)                  | 7 de agosto de 2017.                    |

## Equipo periodístico

### Columnistas
| Secciones        | Columnista/s                                                    |
| ---------------- | --------------------------------------------------------------- |
| Deportes         | Juan Carlos Fernández, Maximiliano Staiman y Pablo Tiburzi      |
| Espectáculos     | Alejo Álvarez Herrera y Gabriela Rádice                         |
| Clima            | Gabriela Andrietti                                              |
| Tránsito         | Hugo Palamara y Jorge Pipi                                      |
| Política         | Verónica Urriolabeitia, Fernando Fraquelli y Nicolás Fiorentino |
| Economía         | Florencia Barragán, Raúl Dellatorre y Nazarena Lomagno          |
| Internacionales  | José Natanson, Raúl Dellatorre y Ayelén Oliva                   |
| Judiciales       | Néstor Espósito                                                 |
| Género           | Julia Kolodny                                                   |
| Salud y Estética | Laura Mijelshon, Sergio Perrone                                 |

### Gerencia de noticias
Gerente de noticias: Albino Aguirre.
Producción general: Leandro Gabriele.
Producción ejecutiva: Diego Wainstein, Adriana Amboage, Diego Ochoa, Mauricio Baratucci y Francisco Ali-Brouchoud.
Coordinación de edición: Esteban Madrussan y Norberto González.
Producción periodística: Albino Aguirre.
Producción: Gustavo Sánchez
Producción de móvil: Paolo Menghini, Gastón Fedeli, Pablo Ifantidis y Luis Simonetti.
Archivo: Renata Stella.
Redacción: Félix Arnaldo, Virginia Arce, Francisco Ali-Brouchoud y Daniel Terreno.

## Locutores
- Roberto Gómez Ragozza
- Pedro Dizán
- Karina González
- Alejandra Muro Cash
- Claudio Ciani
- Nelly Álvarez
- Félix Taylor